# GUI 위젯

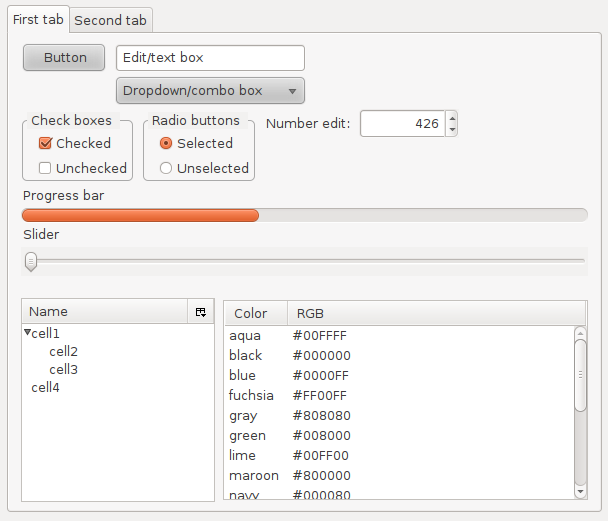
여러 가지 위젯

버튼

라디오 상자

체크 상자

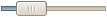
슬라이더

텍스트 상자

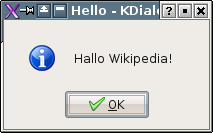
대화 상자

컴퓨터 프로그래밍에서 위젯(widget) 또는 컨트롤(control)은 컴퓨터 사용자가 상호작용하는 인터페이스 요소이다. 이를테면, 창, 텍스트 상자가 있다. 위젯은 위젯 스스로를 물리적인 대응물(counterpart)과 구별하기 위해 virtual(가상)의 자격을 갖는다. 이를테면, 마우스 커서로 클릭되는 가상 버튼과 그의 대응물인 손가락으로 눌리는 물리적 버튼을 들 수 있다. 위젯은 자주 위젯 툴킷 안에 포함된다. 프로그래머들은 위젯을 사용하여 그래픽 사용자 인터페이스를 만든다.

## 어원
위젯(widget)이라는 용어는 영어로 소형 장치나 요소를 뜻한다. 1980년대에 프로젝트 아테나가 최초로 GUI 요소를 위젯이라고 부르기 시작했다. 다른 비슷한 용어에는 적절하지 못한 뜻이 포함될 수도 있었기 때문에 이 낱말이 선택되었다. 또 이 프로젝트의 Intrinsics 툴킷(Xt 라이브러리)은 X 윈도 시스템 위에서 창과 각 위젯을 연결시켰기 때문에 창과 같은 접두어가 선택되었다고 한다.

## 다양한 위젯
위젯은 여러 가지 종류가 있지만, 작업 표시줄은 여러 운영 체제에서 쓰이는 공통 위젯에 속하지 않는다.

### 선택
- 버튼
  - 토글 버튼
  - 체크 상자
  - 라디오 버튼
- 슬라이더
- 목록 상자
- 스핀 단추
- 드롭다운 목록
- 메뉴
  - 메뉴 모음
  - 콘텍스트 메뉴 (상황에 맞는 메뉴)
  - 파이 메뉴
- 도구 모음
- 리본 (컴퓨팅) - 마이크로소프트 오피스 2007에 도입된 인터페이스
- 콤보 상자 (메뉴나 목록 상자에 부착된 텍스트 상자)
- 아이콘
- 트리 보기
- 격자 보기

### 탐색
- 탭
- 스크롤바

### 문자 입력
- 텍스트 상자 (편집 영역)
- 콤보 상자 (메뉴가 부착된 텍스트 상자)

### 출력
- 레이블 (컨트롤)
- 말풍선 (툴팁)
- 풍선 도움말
- 상태 표시줄
- 진행 표시줄
- 정보 표시줄

### 창
- 모달 윈도
- 대화 상자
- 팔레트 창
  - 인스펙터 창
  - 서랍
  - 헤드 업 디스플레이 (HUD (비디오 게이밍)과 비슷)

## 같이 보기
- 위젯 툴킷
- 위젯 엔진
- 위젯